# Dominique Martin Saatenang
Pour les articles homonymes, voir Dominique Martin.
 (décembre 2023).
Si vous disposez d'ouvrages ou d'articles de référence ou si vous connaissez des sites web de qualité traitant du thème abordé ici, merci de compléter l'article en donnant les références utiles à sa vérifiabilité et en les liant à la section « Notes et références ».
 (décembre 2023).
 (mars 2017).
Dominique Saatenang, né à Dschang au Cameroun le 14 janvier 1975, est un ancien sportif, arbitre international et chorégraphe de spectacle (Shaolin Black and White). Il est le premier africain formé au Temple Shaolin, fondé au Ve siècle. Dominique Saatenang y a été consacré moine sous le nom de Shi Yan Mai. Il est, depuis 2011, ambassadeur culturel du Temple de Shaolin. Il a aussi été formé à l’Université des Sports de Pékin. Parallèlement à sa carrière dans les arts martiaux, il est vice-président de la Fédération des investissements Chine-Afrique, et chef d’entreprise,.

## Biographie

### Enfance
Dominique Martin Saatenang est né à Bafou, un village de l’ouest du Cameroun situé en pays Bamiléké, l’une des chefferies fondées au 16e siècle dont le roi est son grand-père. Dès l'âge de 8 ans, ses parents voient en lui un footballeur et l’envoient poursuivre ses études au collège à Douala, la capitale économique, à plus de 200 km de son village. Il est accueilli sur place par son oncle qui l’emmènera pour la première fois au cinéma découvrir le film Opération Dragon, le dernier opus de Bruce Lee. Ce film l’a motivé à s’inscrire à l’école des Tigres Noirs pour y apprendre le Wushu.

### Temple de Shaolin et carrière sportive
Dominique Saatenang est le premier noir et le quatrième étranger non chinois à avoir été consacré membre du Temple de Shaolin de la 34e génération sous le nom de Shi Yan Mai, par l’abbé supérieur du Shi Yongxin. Il est formé ensuite à l’université des sports de Pékin. Il entame une carrière sportive, obtient deux médailles d’argent au championnat du monde 2006 de Wushu et une médaille d’or au festival international de wushu à Hong-Kong. En 2009, l'UNESCO le récompense pour son parcours sportif sans dopage. Le Cameroun le reconnaît comme « l’un des 33 meilleurs sportifs » élus au « panthéon national pour la gloire du sport camerounais de 1959 à 2009 ». En 2011, le chef spirituel du Temple de Shaolin le nomme ambassadeur du Temple Shaolin avec la mission de promouvoir la culture shaolin à l'international.
Depuis 2008, il est le seul juge et arbitre international non chinois habilité par l’International Wushu Fédération (IWUF) à officier lors des championnats du monde de wushu traditionnel. Il a créé plusieurs associations destinées à promouvoir le wushu en Afrique et en Europe (Association kung-fu wushu au Cameroun, Association gabonaise de kung-fu wushu, Association franco-africaine de wushu en France, Association Internationale Shaolin Black and White). Membre fondateur de l’association européenne de Shaolin, il est président d’honneur de l’association malienne de wushu, président d’honneur de la fédération lithuanienne de wushu, et parrain du Championnat d’Europe de I-karaté (handi-karaté).

### FADAM (Festival Africain Des Arts Martiaux)
Dominique Saatenang est le président Fondateur du FADAM, (Festival international d’arts martiaux en Afrique), qui est soutenu par des personnalités telles que Jackie Chan, Jean Claude Van Damme et Gérard Depardieu. La première édition a eu lieu en avril 2018 au Cameroun.

### Carrière artistique
Il se produit sur scène lors de spectacles, accompagné par les moines de Shaolin, en France et à l’étranger. En 2012, il participe à l’Arbre de Noël de l’Élysée, où il met en scène son parcours sino-africain. Il crée ensuite la troupe « Shaolin Black and White » qui regroupe les moines de Shaolin et des artistes aux influences multiples : artistes martiaux, circassiens danseurs, chanteurs, etc. La troupe s'est produite en France, aux USA, en Chine et en Afrique.

### Carrière d'homme d'affaires et conférencier
Titulaire d’un master de gestion, Dominique Saatenang intervient sur des missions de conseils à l'international. Il parle chinois, anglais, français et bamiléké. Il est vice-président de la Fédération des Investissements Chine-Afrique. Il est directeur de la société DMS International Group dont l’objectif est de soutenir la conception, l’étude et la réalisation de projets de coopération entre la Chine, l’Afrique, et l’Europe. Il participe au Sommet de Beijing 2018 du Forum sur la Coopération Sino-Africaine, réunissant tous les chefs d’État africains.
Dominique Saatenang donne des conférences et organise des séminaires sur les questions relatives aux échanges économiques et culturels entre la Chine et l’Afrique (Université Panthéon-Sorbonne à Paris, Université du Havre, CNRS, House of Commons de Londres, Université des Sports de Lituanie, etc.). Il est professeur honorifique à l’université des Hautes Etudes Techniques et Scientifique du Shandong.

## Palmarès sportif
- 2010 : Trophée de la IVth Mediterranean Wushu Cup / Médaille d’or à l’International Cup Open
- 2009 : Médaille de l’UNESCO pour son parcours atypique sans dopage / Élu au Panthéon du Sport camerounais
- 2006 : Médaille de bronze pour le Cameroun au Marathon International du Mont Huang Shan
- 2006 : Deux fois médaillé d’argent pour le Cameroun au Championnat du Monde de Wushu Traditionnel à Zhengzhou.
- 2004 : Médailles d’argent et de bronze pour le Cameroun lors de la Compétition Internationale de Tai Chi Hangzhou.
- 2002, 2004 et 2006 : Médailles d’or et d’argent pour le Cameroun lors de la Compétition Internationale de Wushu à Hong Kong.

## Exhibitions
- 2015 : Tournée Européenne de la troupe Shaolin Black and White / Démonstration lors de l’ouverture du Championnats de Wushu de Lituanie
- 2014 : Spectacle Shaolin Black and White lors de la Grande Nuit des Arts Martiaux à Port-Gentil, Gabon
- 2013 : Spectacle Shaolin Black and White à Michigan, États-Unis / -Spectacle Shaolin Black and White à Huangshan, Chine
- 2012 : Démonstration lors d’un TV Show à Istanbul, Turquie / Jeux Olympiques de Londres « Démonstration au Village Olympique » / Démonstration à Tunis, Tunisie
- 2011 : Démonstration au Palais de l’Élysée en Présence du couple présidentielle Sarkozy / Demi-finale de l’émission TV « La France a un Incroyable Talent » (M6) / Démonstration lors de la cérémonie de clôture des Championnats du Monde junior de Wushu à Singapour / Démonstration à Bamako, Mali
- 2010 : Participation au « Master Demo » lors du Championnat USAWKF –  San Francisco / Tournée aux États-Unis et au Canada : Los Angeles, Connecticut, Washington, New York, Montréal / Démonstration en Sicile, Italie
- 2009 : Démonstration avec les moines de Shaolin en présence du Président de la République du Cameroun et des membres du gouvernement / Démonstration à l’UNESCO / Démonstration lors de la Nuit des Arts Martiaux de Bercy, Paris
- 2008 : Démonstration à l’occasion de l’ouverture du Festival International de Wushu à Hong Kong / Démonstration à Zagreb, Croatie
- 2006 : Démonstration à l’occasion de l’inauguration du Championnat du Monde de Wushu
- 1996-2000  : Participation à la Grande Nuit des Arts Martiaux du Gabon